# 简·迪伊·赫尔
简·迪伊·赫尔（英語：Jane Dee Hull，1935年8月8日—2020年4月16日），原姓鮑爾索克（Bowersock），美國政治人物，共和黨籍。曾任亞利桑那州州長，也是該州的第二位女性州長。